# Dalan Lidang (Panyabungan)
Dalan Lidang is een bestuurslaag in het regentschap Mandailing Natal van de provincie Noord-Sumatra, Indonesië. Dalan Lidang telt 5213 inwoners (volkstelling 2010).